# Melody Patterson
Pour les articles homonymes, voir Patterson.
Melody Patterson est une actrice américaine, née le 16 avril 1949 à Inglewood (Californie), et morte le 20 août 2015 .

## Filmographie
- 1963 : Bye Bye Birdie, de George Sidney : Danseuse
- 1965 : F-Troop : Wrangler Jane Angeloica Thrift
- 1968 : The Angry Breed : April Wilde
- 1969 : The Cycle Savages : Lea
- 1971 : Blood and Lace : Ellie Masters
- 1973 : The Harrad Experiment, de Ted Post : Jeannie
- 1991 : Dr. Immortalizer (The Immortalizer) (vidéo) : Nurse Monica Blaine